# 허재규
허재규(許在奎, 1979년 9월 23일 ~ )은 대한민국의 제6대 부산광역시 수영구의원이었다.

## 학력
- 창원고등학교 졸업
- 동의대학교 한의과대학 한의학과 학사 졸업

## 경력
- 동임한의원 원장
- 민주노동당 중앙당 대의원
- 참의료실현 부산청년한의사회 사업국 차장
- (사)생활문화공동체 새날 이사
- 통일을여는사람들 정책연구원 수석 연구위원
- 좋은교육감만들기운동본부 후보 추천인단
- (사)새날 "찾아가는 주민건강강좌" 강사
- 미국산소고기수입반대 한의계 대책위원
- 센텀병원 해고간병사 복직을 위한 운동
- 통일쌀농사 부산청년한의사회 후원회장
- 2010.07 ~ 2014.06 제6대 부산광역시 수영구의회 의원
- 2010.07 ~ 2012.07 제6대 부산광역시 수영구의회 전반기 예산결산특별위원회 위원
- 2010.07 ~ 2012.07 제6대 부산광역시 수영구의회 전반기 조례안심사특별위원회 위원
- 2012.07 ~ 2012.07 제6대 부산광역시 수영구의회 지방행정체제개편 기본계획철회촉구를 위한 특별위원회 위원장
- 2012.07 ~ 2014.06 제6대 부산광역시 수영구의회 운영총무위원회 위원
- 2012.07 ~ 2014.06 제6대 부산광역시 수영구의회 후반기 조례안심사특별위원회 위원
- 2012.07 ~ 2014.06 제6대 부산광역시 수영구의회 후반기 예산결산특별위원회 위원
- 2012.07 ~ 2014.06 제6대 부산광역시 수영구의회 후반기 주민도시위원회 위원
- 2013.05 ~ 2013.05 제6대 부산광역시 수영구의회 어린이집운용실태행정사무조사특별위원회 위원

## 역대 선거 결과
| 실시년도 | 선거      | 대수 | 직책   | 선거구                  | 정당       | 득표수   | 득표율          | 순위 | 당락 | 비고           |
| -------- | --------- | ---- | ------ | ----------------------- | ---------- | -------- | --------------- | ---- | ---- | -------------- |
| 2010년   | 지방 선거 | 6대  | 구의원 | 부산 수영구 (나 선거구) | 민주노동당 | 4,599 표 | \| \| 23.78% \| | 2위  |      | 초선, 민선 5기 |
|          | 23.78%    |      |        |                         |            |          |                 |      |      |                |